# Oda Buchenau
Oda Dorothea Buchenau geb. Weitbrecht (* 21. November 1900 in Hamburg; † 31. Dezember 1988 ebenda) war eine deutsche Pressendruckerin und Buchhändlerin.

## Leben

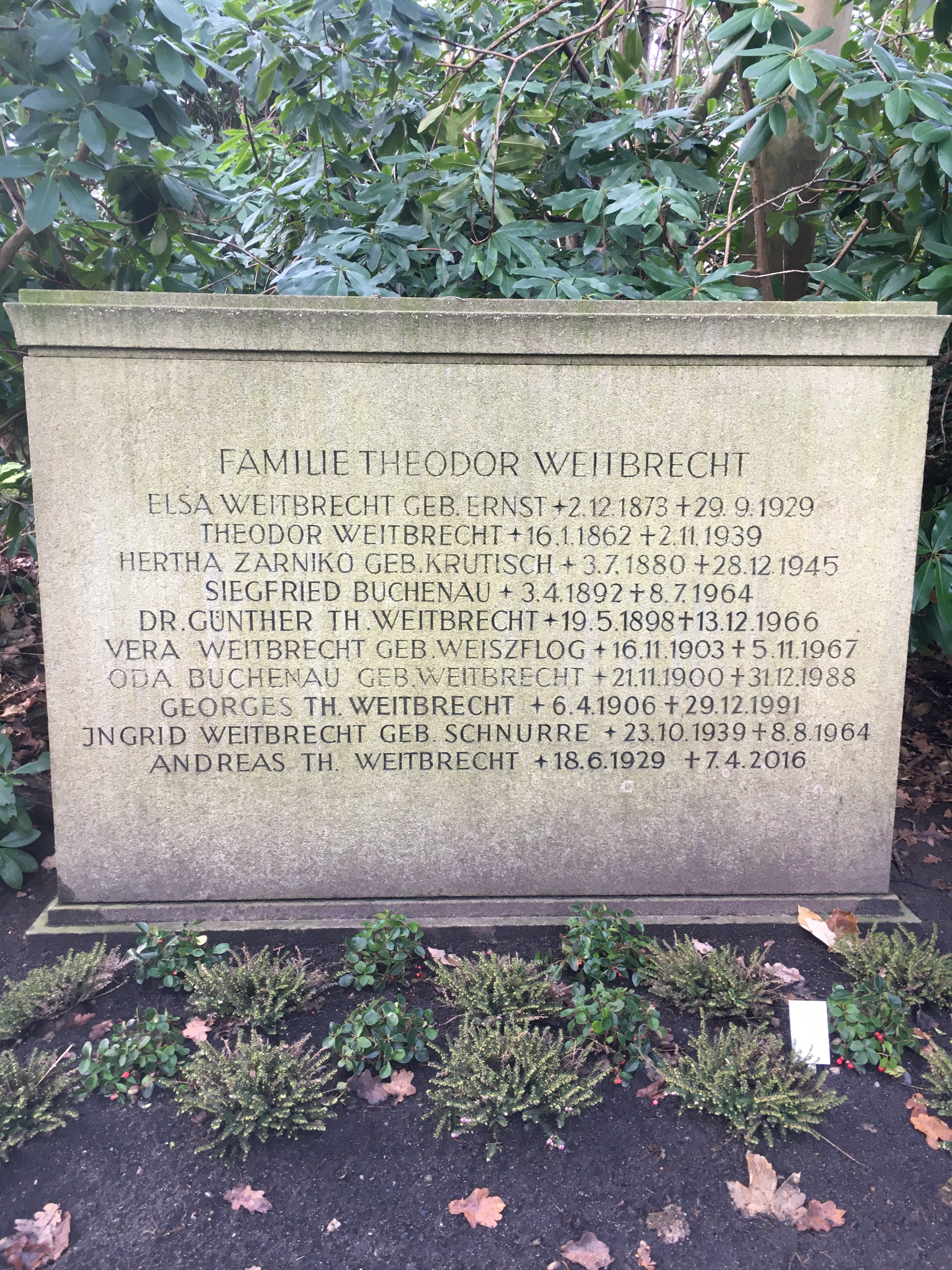
Familiengrabstätte auf dem Friedhof Ohlsdorf

Oda Weitbrecht war die Tochter des Hamburger Verlegers Theodor Weitbrecht (1862–1939). Nach einem Volontariat in Leipzig wurde sie 1921 Mitarbeiterin im Verlag Gustav Kiepenheuer in Potsdam und stieg dort, angeleitet durch Georg Kulka, zur Herstellungsleiterin auf. Ab 1924 betrieb sie in Potsdam allein die vielbeachtete Handpresse Oda Weitbrecht, mit der sie als Buchkünstlerin 1926 nach Hamburg ging. Bis zur Einstellung des Betriebs der Presse erschienen sechs reguläre Veröffentlichungen, 13 Sonderdrucke und etliche Einblattdrucke. 1930 heiratete sie den Verleger und Buchgestalter Siegfried Buchenau, den sie unter Verzicht auf ihre Presse fortan unterstützte.
Ab 1941 war sie geschäftsführende Gesellschafterin der Buchhandlung Weitbrecht & Marissal. Sie setzte ihren Mann als Geschäftsführer ein und begleitete die Firma bis zum Verkauf 1974 als Mitgesellschafterin. Nach dem Tode ihres Mannes 1964 bearbeitete sie seinen Nachlass und schloss das letzte von ihm begonnene Jahrbuch Imprimatur gemeinsam mit Heinz Sarkowski ab.
Oda Buchenau verstarb 88-jährig und wurde auf dem Friedhof Ohlsdorf neben ihrem Mann beigesetzt. Die Grabstätte im Planquadrat G 9 liegt an der Bergstraße unweit von Kapelle 4.

## Veröffentlichungen
- Marmor und Wein. Dichtungen von Oda Weitbrecht. Schuster & Loeffler, Berlin 1920